# 小休伊·S·康明
小休伊·S·康明（英語：Hugh S. Cumming Jr.，1900年3月10日—1986年11月24日），於1933年至1963年期間擔任職業外交官。在這30年的時間裡，他曾擔任美國外交官，於1953年至1957年擔任美國駐印尼大使，並於1957年至1961年擔任情報研究局助理國務卿。

## 生平
康明於1900年3月10日出生於弗吉尼亞州里士滿，是老休·史密斯·康明（Hugh Smith Cumming Sr.，1869年-1948年）和妻子露西·布斯·康明（Lucy Booth Cumming，1871年-1960年）的兒子。
在第一次世界大戰期間，康明在美國陸軍服役。戰後，他於1924年獲得弗吉尼亞大學法學院法學學位。
小康明與溫妮弗萊德·伯尼·韋斯特（1907年-1978年）結婚。作為美國國務院成員，卡明曾擔任美國駐瑞典大使館的顧問，後來又擔任美國駐俄羅斯大使館的顧問。
1953年，美國總統德懷特·艾森豪威爾任命康明為美國駐印尼大使。康明於1953年10月15日遞交國書，任職至1957年3月3日。
1957年，艾森豪威爾總統提名康明為美國國務院第一任情報與研究局局長。他於1957年10月10日至1961年2月19日擔任此職務。
1963年，他以外交官身份退休。
小休·史密斯·康明於1986年11月24日去世，葬於弗吉尼亞州漢普頓市漢普頓的聖約翰教堂公墓。